# Federica di Schleswig-Holstein-Sonderburg-Glücksburg
Federica di Schleswig-Holstein-Sonderburg-Glücksburg (Gottorp, 9 ottobre 1811 – Ballenstedt, 10 luglio 1902) era la sorella maggiore del futuro Cristiano IX di Danimarca.

## Biografia
Era la secondogenita di Federico Guglielmo di Schleswig-Holstein-Sonderburg-Glücksburg, e di sua moglie, la principessa Luisa Carolina d'Assia-Kassel.
Suo padre era il capo della casa ducale di Schleswig-Holstein-Sonderburg-Beck, ramo cadetto maschile della Casa di Oldenburg, che aveva occupato il trono di Danimarca dal 1448. Attraverso il padre, Federica era diretta discendente del re Cristiano III di Danimarca.
Sua madre era la figlia di Carlo d'Assia-Kassel, un feldmaresciallo danese e governatore dei ducati di Schleswig e Holstein, e della principessa Luisa di Danimarca, figlia di Federico V di Danimarca. Il 6 giugno 1825, il duca Federico Guglielmo fu nominato duca di Glücksburg da suo cognato Federico VI di Danimarca, quando ramo principale si estinse nel 1779. Successivamente cambiò il suo titolo in Duca di Schleswig-Holstein-Sonderburg-Glücksburg.

## Matrimonio
Sposò, il 30 ottobre 1834 allo Schloss Louisenlund, presso Schleswig, Alessandro Carlo di Anhalt-Bernburg, figlio di Alessio Federico Cristiano di Anhalt-Bernburg. La coppia non ebbe figli.
Nel novembre 1855 il duca fu confinato a Schloss Hoym a causa di una malattia mentale progressiva (alcune fonti affermano che soffriva di schizofrenia). Alessandro Carlo trascorre il resto della sua vita sotto cure mediche in compagnia del suo ciambellano, il pittore Wilhelm von Kügelgen. A causa della sua incapacità, Federica fu reggente fino alla morte del marito, avvenuta il 19 agosto 1863.
Poiché il matrimonio fu senza eredi (e forse neppure consumato), l'Anhalt-Bernburg fu ereditato dal cugino Leopoldo IV di Anhalt-Dessau che accorpò il ducato con il proprio creando di nuovo un unico ducato di Anhalt.

## Morte
La duchessa Federica morì il 10 luglio 1902 a Ballenstedt.

## Titoli
- 9 ottobre 1811 - 6 luglio 1825: sua Altezza Serenissima la principessa Federica di Schleswig-Holstein-Sonderburg-Beck
- 6 luglio 1825 - 30 ottobre 1834: sua altezza serenissima la principessa Federica di Schleswig-Holstein-Sonderburg-Glücksburg
- 30 ottobre 1834 - 19 agosto 1863: sua altezza serenissima la duchessa di Anhalt-Bernburg
- 19 agosto 1863 - 10 luglio 1902: sua altezza serenissima la duchessa vedova di Anhalt-Bernburg

## Ascendenza
|                                                                |                            |                                       | Genitori                                               |  |  | Nonni |  |  | Bisnonni                                            |  |  | Trisnonni                                            |  |
|                                                                |                            |                                       |                                                        |  |  |       |  |  | Carlo Antonio di Schleswig-Holstein-Sonderburg-Beck |  |  | Pietro Augusto di Schleswig-Holstein-Sonderburg-Beck |  |
|                                                                |                            |                                       |                                                        |  |  |       |  |  | Carlo Antonio di Schleswig-Holstein-Sonderburg-Beck |  |  | Pietro Augusto di Schleswig-Holstein-Sonderburg-Beck |  |
|                                                                |                            | Sofia d'Assia-Philippsthal            |                                                        |  |  |       |  |  | Carlo Antonio di Schleswig-Holstein-Sonderburg-Beck |  |  |                                                      |  |
| Federico Carlo di Schleswig-Holstein-Sonderburg-Beck           |                            |                                       |                                                        |  |  |       |  |  | Carlo Antonio di Schleswig-Holstein-Sonderburg-Beck |  |  |                                                      |  |
|                                                                |                            | Federica di Dohna-Leistenau           | Alberto Cristoforo di Dona-Listenau                    |  |  |       |  |  |                                                     |  |  |                                                      |  |
|                                                                |                            | Federica di Dohna-Leistenau           | Alberto Cristoforo di Dona-Listenau                    |  |  |       |  |  |                                                     |  |  |                                                      |  |
|                                                                |                            | Federica di Dohna-Leistenau           | Sofia Enrichetta di Schleswig-Holstein-Sonderburg-Beck |  |  |       |  |  |                                                     |  |  |                                                      |  |
| Federico Guglielmo di Schleswig-Holstein-Sonderburg-Glücksburg |                            | Federica di Dohna-Leistenau           |                                                        |  |  |       |  |  |                                                     |  |  |                                                      |  |
|                                                                |                            | Carlo Leopoldo di Schlieben           | Giorgio Adamo III di Schlieben                         |  |  |       |  |  |                                                     |  |  |                                                      |  |
|                                                                |                            | Carlo Leopoldo di Schlieben           | Giorgio Adamo III di Schlieben                         |  |  |       |  |  |                                                     |  |  |                                                      |  |
|                                                                |                            | Carlo Leopoldo di Schlieben           | Caterina Dorotea Finck von Finckenstein-Schönberg      |  |  |       |  |  |                                                     |  |  |                                                      |  |
| Federica di Schlieben                                          |                            | Carlo Leopoldo di Schlieben           |                                                        |  |  |       |  |  |                                                     |  |  |                                                      |  |
|                                                                |                            | Maria Eleonora di Lehndorff           | Ernesto Ahasver di Lehndorf                            |  |  |       |  |  |                                                     |  |  |                                                      |  |
|                                                                |                            | Maria Eleonora di Lehndorff           | Ernesto Ahasver di Lehndorf                            |  |  |       |  |  |                                                     |  |  |                                                      |  |
|                                                                |                            | Maria Eleonora di Lehndorff           | Maria Luisa di Wallenrodt                              |  |  |       |  |  |                                                     |  |  |                                                      |  |
| Federica di Schleswig-Holstein-Sonderburg-Glücksburg           |                            | Maria Eleonora di Lehndorff           |                                                        |  |  |       |  |  |                                                     |  |  |                                                      |  |
|                                                                | Federico II d'Assia-Kassel | Guglielmo VIII d'Assia-Kassel         |                                                        |  |  |       |  |  |                                                     |  |  |                                                      |  |
|                                                                | Federico II d'Assia-Kassel | Guglielmo VIII d'Assia-Kassel         |                                                        |  |  |       |  |  |                                                     |  |  |                                                      |  |
|                                                                | Federico II d'Assia-Kassel | Dorotea Guglielmina di Sassonia-Zeitz |                                                        |  |  |       |  |  |                                                     |  |  |                                                      |  |
| Carlo d'Assia-Kassel                                           | Federico II d'Assia-Kassel |                                       |                                                        |  |  |       |  |  |                                                     |  |  |                                                      |  |
|                                                                |                            | Maria di Hannover (1723-1772)         | Giorgio II di Gran Bretagna                            |  |  |       |  |  |                                                     |  |  |                                                      |  |
|                                                                |                            | Maria di Hannover (1723-1772)         | Giorgio II di Gran Bretagna                            |  |  |       |  |  |                                                     |  |  |                                                      |  |
|                                                                |                            | Maria di Hannover (1723-1772)         | Carolina di Brandeburgo-Ansbach                        |  |  |       |  |  |                                                     |  |  |                                                      |  |
| Luisa Carolina d'Assia-Kassel                                  |                            | Maria di Hannover (1723-1772)         |                                                        |  |  |       |  |  |                                                     |  |  |                                                      |  |
|                                                                |                            | Federico V di Danimarca               | Cristiano VI di Danimarca                              |  |  |       |  |  |                                                     |  |  |                                                      |  |
|                                                                |                            | Federico V di Danimarca               | Cristiano VI di Danimarca                              |  |  |       |  |  |                                                     |  |  |                                                      |  |
|                                                                |                            | Federico V di Danimarca               | Sofia Maddalena di Brandeburgo-Kulmbach                |  |  |       |  |  |                                                     |  |  |                                                      |  |
| Luisa di Danimarca                                             |                            | Federico V di Danimarca               |                                                        |  |  |       |  |  |                                                     |  |  |                                                      |  |
|                                                                |                            | Luisa di Hannover                     | Giorgio II di Gran Bretagna                            |  |  |       |  |  |                                                     |  |  |                                                      |  |
|                                                                |                            | Luisa di Hannover                     | Giorgio II di Gran Bretagna                            |  |  |       |  |  |                                                     |  |  |                                                      |  |
|                                                                |                            | Luisa di Hannover                     | Carolina di Brandeburgo-Ansbach                        |  |  |       |  |  |                                                     |  |  |                                                      |  |
|                                                                |                            | Luisa di Hannover                     |                                                        |  |  |       |  |  |                                                     |  |  |                                                      |  |